# Chic Chocolate
Chic Chocolate, geboren als Antonio Xavier Vaz (Aldona, 1916 - Mumbai, mei 1967) was een Indiase jazz-trompettist en componist van muziek voor Hindi-films. Hij leidde een jazzgroep in het Taj Mahal Hotel in Bombay en was een van de bekendste jazzmusici van de stad.

## Vroege leven en invloeden
Chic werd geboren in Goa. Hij leerde muziek op school en jaagde, tegen de wens van zijn moeder in, zijn droom na om muzikant te worden.
Als muzikant werd hij zwaar beïnvloed door de Amerikaanse trompettist Louis Armstrong. Hij speelde trompet als Armstrong en "scatte" als Armstrong. Hij werd dan ook wel de "Louis Armstrong van India" genoemd, hij speelde als een Afro-Amerikaan, en had ook een donkere huidskleur.

## Carrière
Zijn podiumoptreden was vol drama, er zijn verhalen dat hij op een knie viel en zijn trompet naar de hemel richtte tijdens het crescendo van de band.
Chic Chocolate speelde in Rangoon en Mussourie en daarna in Bombay, waar hij halverwege de jaren veertig al behoorlijk populair was. Hij begon in de groep de Spotlights en had rond 1945 zijn eigen band, Chic and the Music Makers, waarmee hij een contract kreeg van Green's Hotel, eigendom van het Taj Mahal Hotel.  Een krantenartikel uit die dagen beschreef de groep als "Bombay’s topflight band". Chic Chocolate speelde in Green's Hotel af en toe met trompettist Chris Perry.
Zoals veel musici uit Goa in die tijd, speelde Chic Chocolate 's avonds jazz en werkte hij overdag in de filmstudio's, waar hij soundtracks arrangeerde en opnam voor films. Hij had een succesvolle loopbaan als componist voor Bollywood. De eerste film waaraan hij meewerkte (als 'musical director') was Nadaan (1951), een film met populaire liedjes als Aa Teri Tasvir Bana Lu (gezongen door Talat Mahmood) en het door Lata Mangeshkar gezongen Sari Duniya Ko Piichhe Chodkar.
Chic Chocolate maakte deel uit van het team van C. Ramchandra, een componist die volgens het grote publiek de swing in Bollywood heeft geïntroduceerd met bijvoorbeeld Gore Gore O Banke Chore (de film Samadhi) en Shola Jo Bhadke (Albela). Deze liedjes moeten echter worden toegeschreven aan Chic Chocolate. Chic Chocolate en Ramchandra's samenwerking bij de film Rangili (1952) leidde o.m. tot Koi Dard Hamara Kya Samjhe, gezongen door Lata Mangeshkar. Hij werkte samen met Nisar Bazmi (Kar Bhala, 1956) en Madan Mohan.
Chic Chocolate had een cameo-optreden in de film Albela, met zijn band verschijnt hij hierin in Latijns-Amerikaans-achtige kostuums. De film was een succes en Chic besloot daarom bij liveoptredens voortaan deze pakken te dragen.

## Overlijden
Chic Chocolate overleed in 1967, kort voor de release van de film Aakhri Khat. In de film speelt hij trompet in de song Rut Jawan Jawan.
Chic was getrouwd en had kinderen.